# Vernich (Adelsgeschlecht)

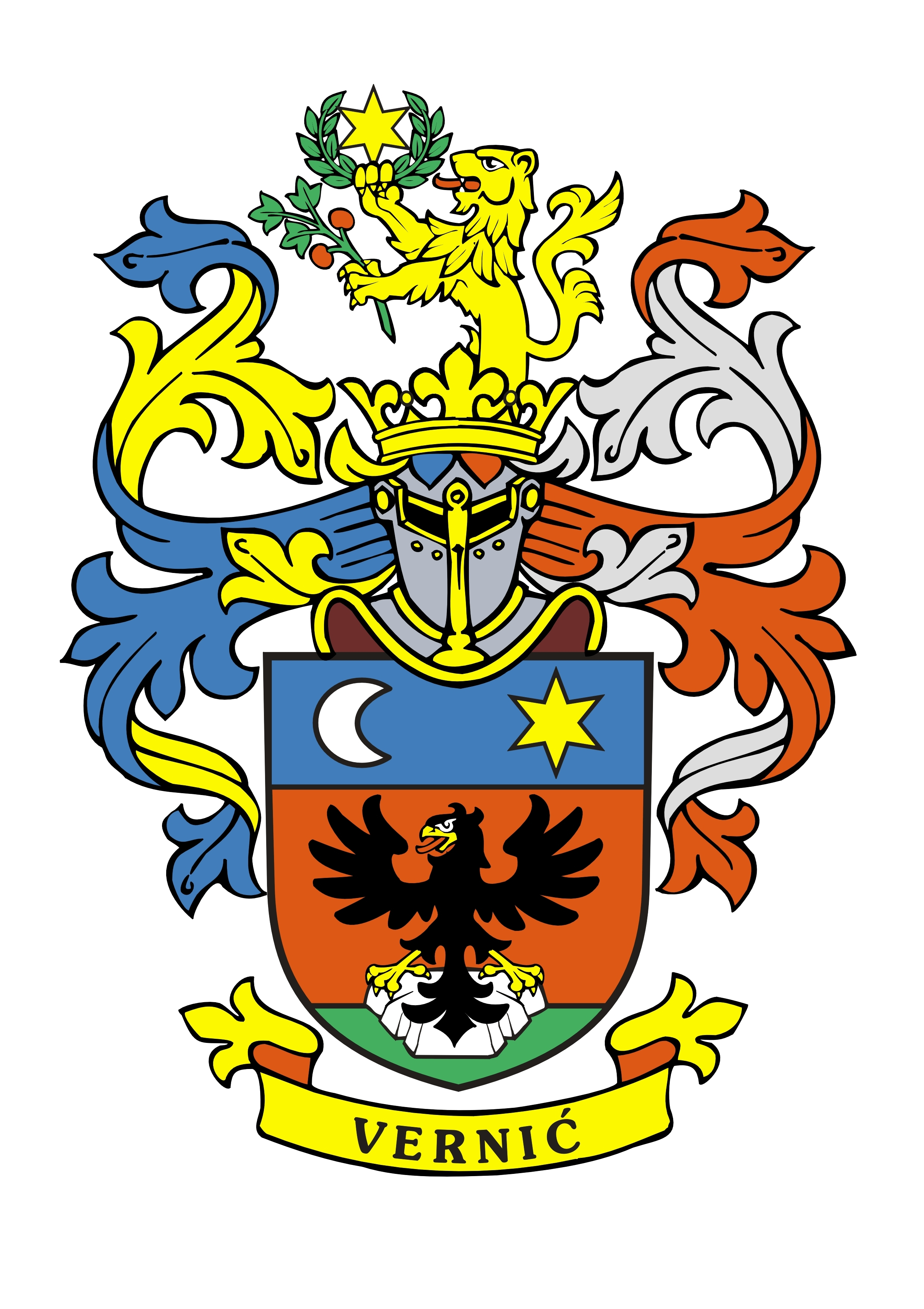
Wappen derer von Vernich de Turan

Die Familie der Grafen Vernich de Turan (kroatisch Vernić Kiš Turanjska) ist ein kroatisch-ungarisches Adelsgeschlecht des Uradels. Im 17. Jahrhundert wurden Mitglieder der Familie als Politiker mit höheren Ämtern in Ungarn, Kroatien und Österreich betraut. Einige wurden auch Offiziere. Es erfolgten Adelsverleihungen, Heiraten in adelige Familien und Erwerb ländlichen Grundbesitzes.

## Geschichte
Die Familie Vernich (de Turan, nach dem Ort Turanj) stammt aus der Region des Agramer Komitats. Die Geschichte der Familie reicht bis ins 13. Jahrhundert zurück. Juraj Vernich, Notar der ungarischen Kammer, erhielt am 22. Mai 1630 von König Ferdinand II. einen Adels- und Wappenbrief. Die Familie Vernich führt das Adelsprädikat „de Turan“ (Kiš Turanjska).
Die Grafen derer von Vernich waren sehr wohlhabend und einflussreich. Sie besaßen mehrere Schlösser, Wälder, viele Ländereien (u. a. Turanj) und waren eine der Herrscherfamilien von Turopolje.

## Wappen
Das Wappen ist von blau und rot geteilt, oben ein silberner Halbmond und ein goldener Stern, unten auf grünem Boden ein dreifacher naturfarbener Felsen, darauf ein schwarzer Adler. Kleinod: ein goldener Löwe hält mit der rechten Vorderpranke einen geschlossenen grünen Lorbeerkranz, darin ein goldener Stern; mit der linken Pranke hält er einen Ast mit zwei goldenen Äpfeln.
Helmdecken: gold-blau und silber-rot.

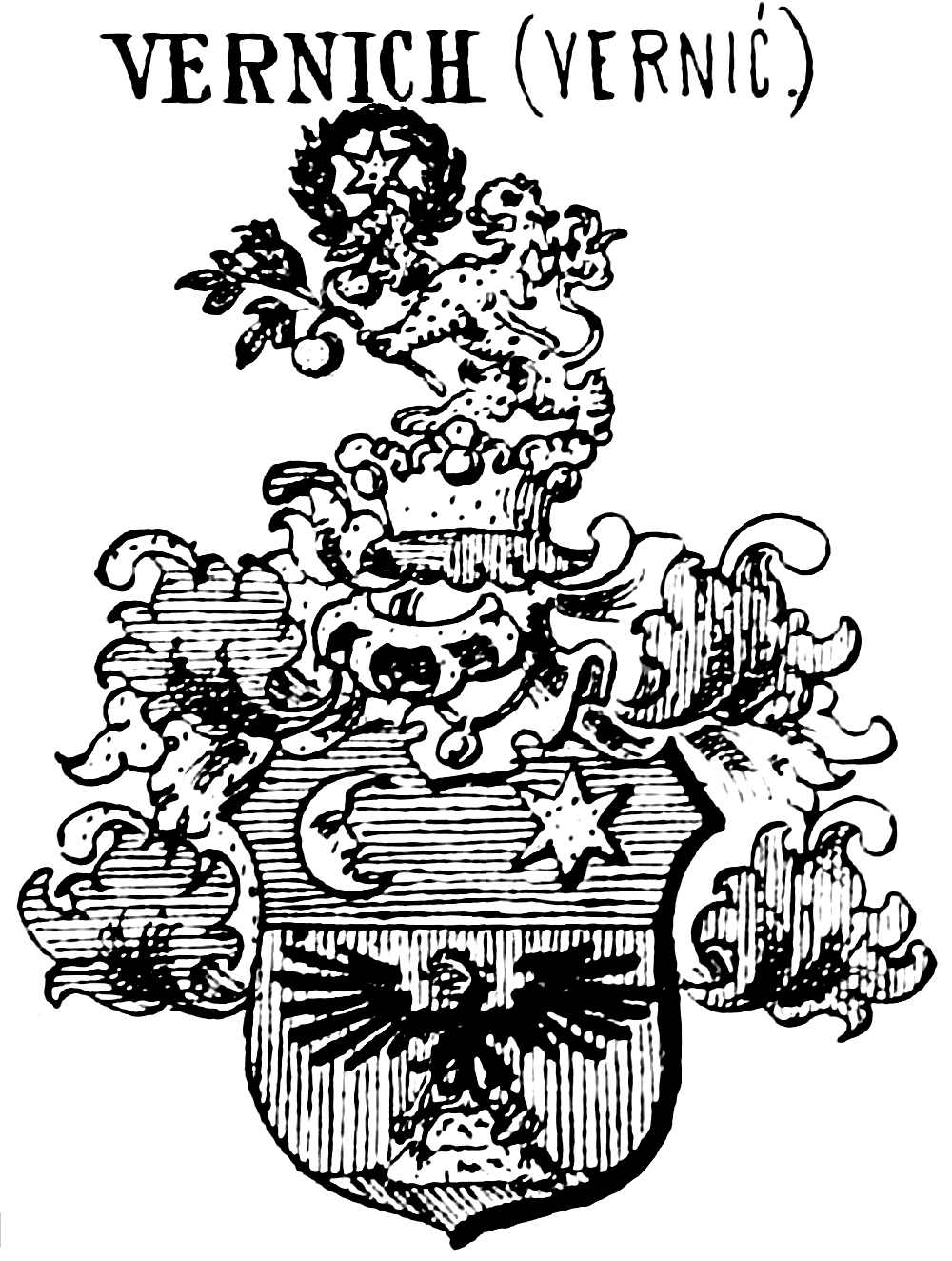
Wappen der Vernich in Siebmachers Wappenbuch
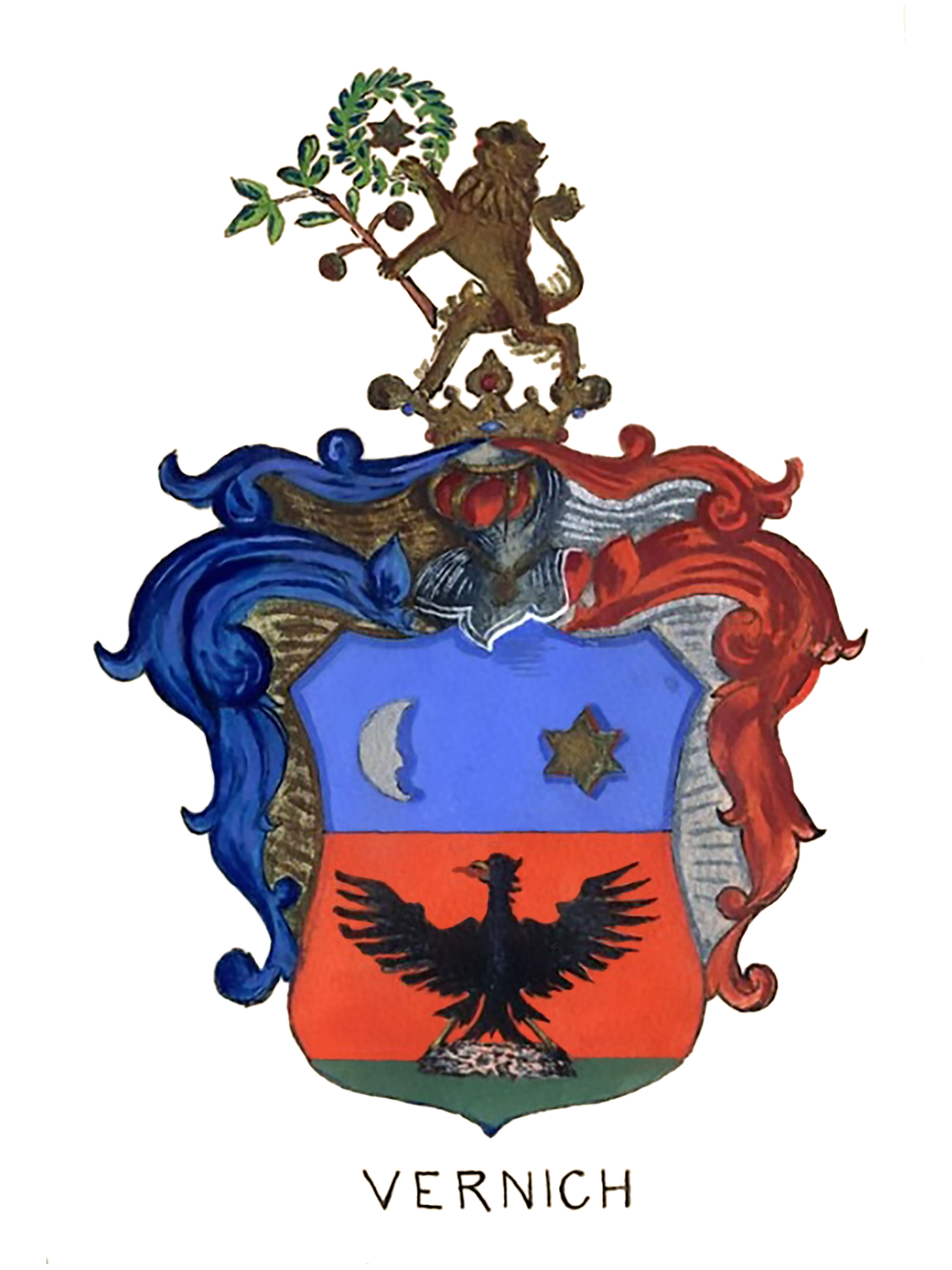
Wappen derer von Vernich (Vernić)

## Persönlichkeiten
- Graf Geza Vernić († 1901), Großgrundbesitzer
- Juraj Vernić (1597–1657), Notar der ungarischen Kammer
- Ignatz Vernić, Beisitzer der Österreich-Ungarischen Kammer
- Franjo Josip V. (1675–1728), Bischof von Syrmien
- Maksimilijan Vernić (19. Jh.), Dichter
- Zdenko Vernić (1885), Philosoph
- Radovan Vernić (1914), Astronom
- Vuk Vernić (1911–1942), Anwalt[5]

## Besitztümer
Für die Grafen von Vernich, als eine der herrschenden Familien in Turopolje, war das Schloss Lukavec mehrere Jahre lang einer der Familiensitze.
Im Jahre 1664 kam es durch Juraj Vernić zur Übernahme des Turmes „Sveta Jana“ (Schwarzer Turm), der im heutigen Turanj liegt. Der Turm und die Festung, rund um den Turm herum, dienten zur Verteidigung vor dem osmanischen Reich. Heute sind nur noch mehr Überreste des ursprünglich 8 Meter hohen Turms erhalten.
Im Laufe des 18. Jahrhunderts kam durch Ignatz Vernić auch die Siedlung Griče in den Besitz der Familie Vernić.
Bischof Franjo Josip V. gab 1716 den Bau einer neuen Kirchen in Auftrag. Die Fertigstellung der Kirche erfolgte jedoch durch seinen Nachfolger Gabrijel Patačić. Als Dank für den Bau der Kirche gilt Franjo Josip V. als Schutzpatron von Kaptol.

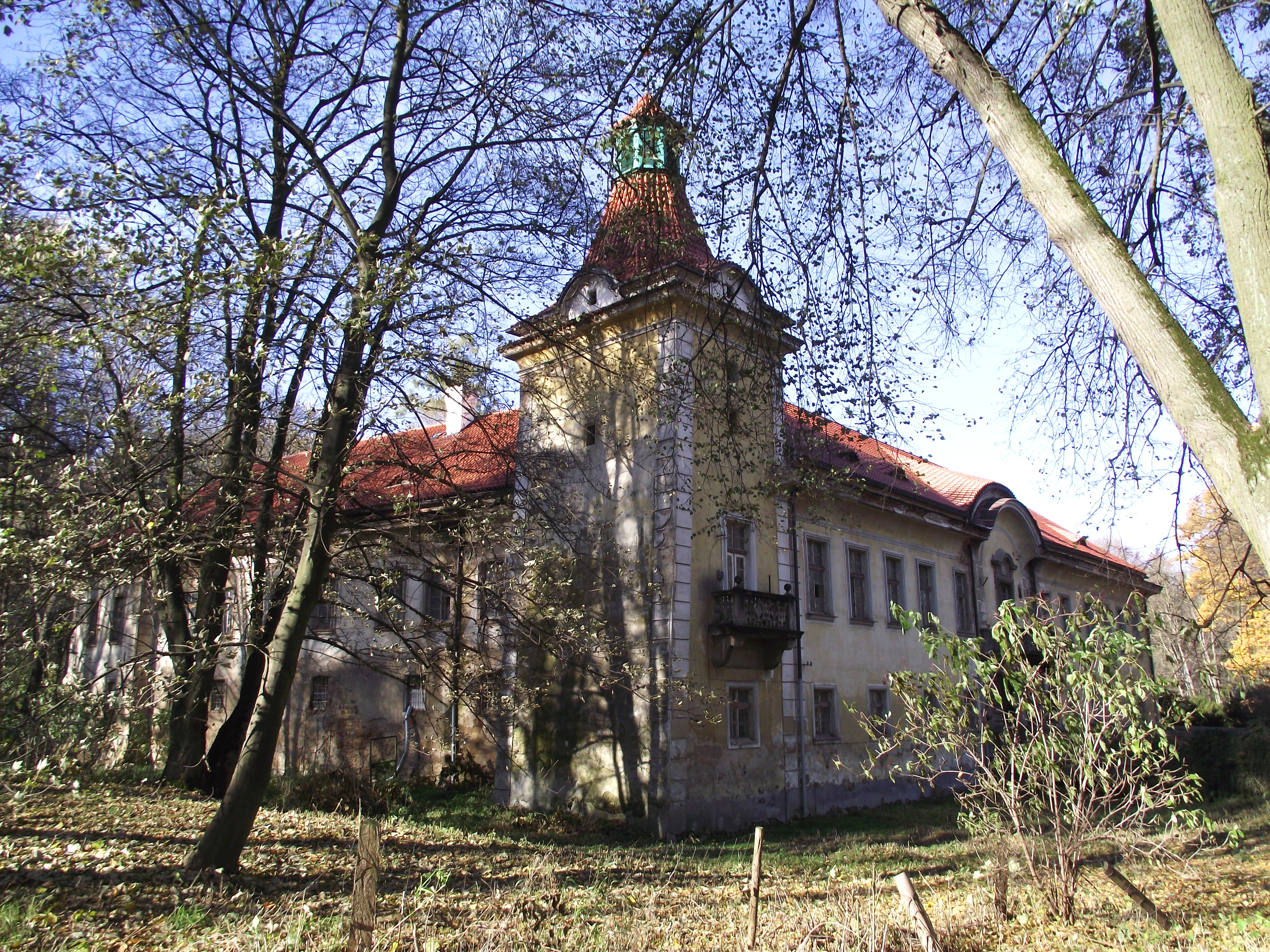
Schloss Lukavec
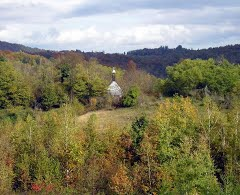
Siedlung Griče
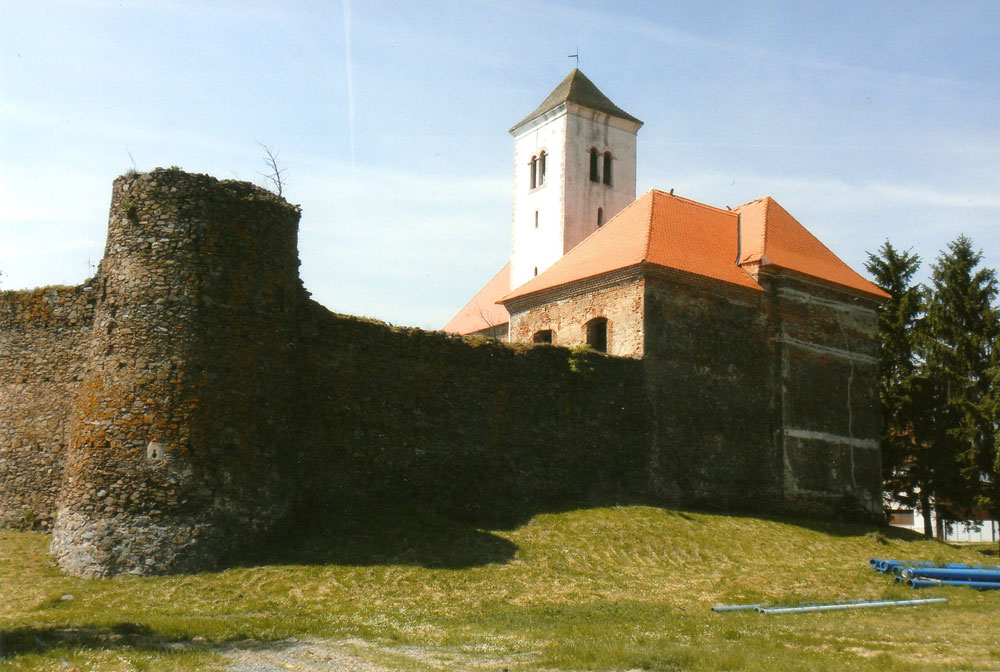
Kirche St. Ilija
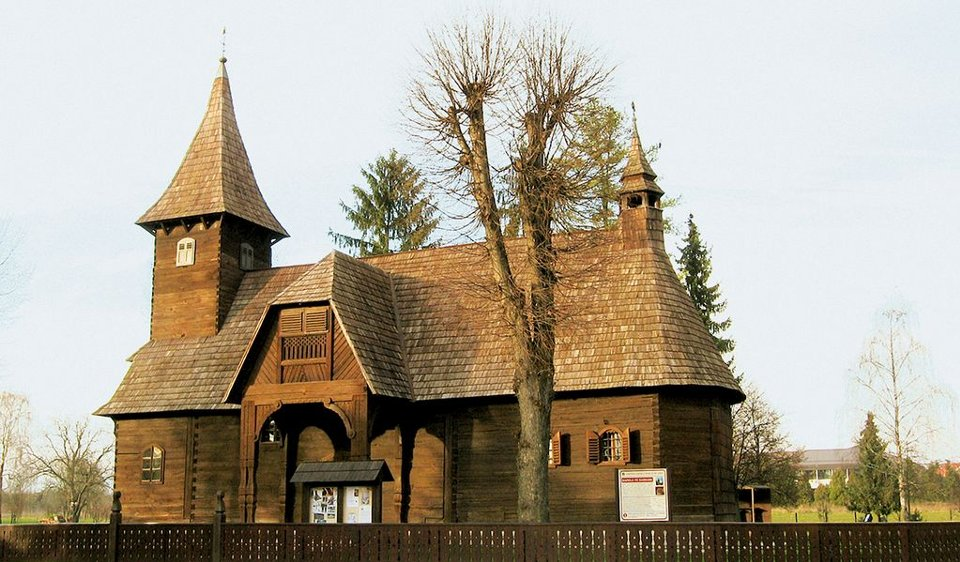
Turopolje (Stadt)
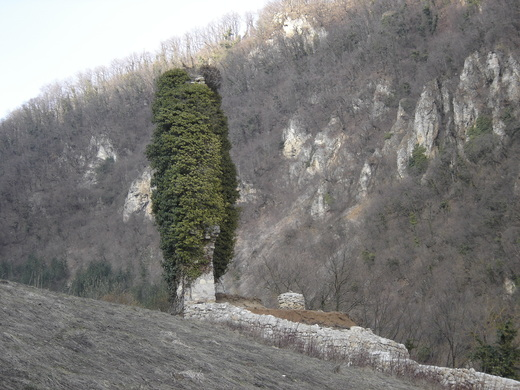
Sveta Jana, Turanj